# Little Big (ban nhạc)
Little Big là một ban nhạc quẩy đến từ Nga, thành lập năm 2013 tại thành phố St. Petersburg. Các thành viên trong nhóm gồm Ilya Ilich Prusikin, Sergey Gokk Makarov, Sonya Tayurskaya, và Anton Boo Lissov. Album đầu tay của nhóm, "With Russia From Love", ra mắt vào ngày 17 tháng 3 năm 2014.

## Danh sách album

### Album phòng thu
- With Russia From Love (2014)[16]
- Funeral Rave (2015)[4]
- Antipositive, Pt. 1 (2018)
- Antipositive, Pt. 2 (2018)

### EP
- Rave On (Quẩy lên) (2017)